# Heilanstalt Neufriedenheim

Neufriedenheim um 1900

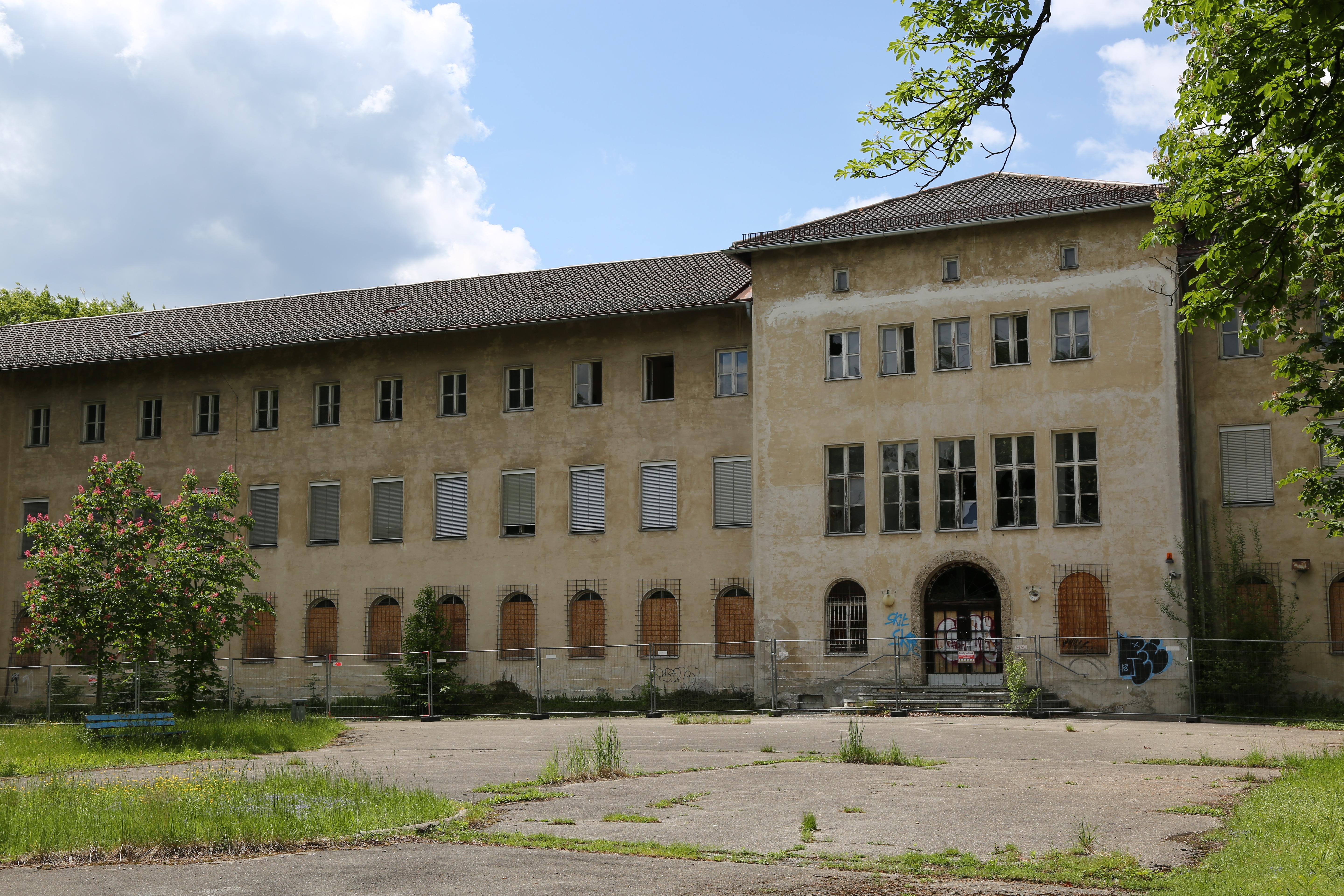
Zustand 2019

Die Heilanstalt Neufriedenheim (Kuranstalt Neufriedenheim ab 1938 Sanatorium Neufriedenheim) war eine private Psychiatrische Klinik und Nervenheilanstalt im heutigen Münchner Stadtbezirk Sendling-Westpark, die von 1891 bis Januar 1942 bestand. Die Anstalt war von einem ca. 10 ha großen Kurpark umgeben. Im Zweiten Weltkrieg wurde das Gebäude bei einem Luftangriff 1942 schwer beschädigt und notdürftig zur Unterbringung von Flüchtlingen hergerichtet. Nach dem Krieg wurde es bis 1952 von der US-Militärregierung beschlagnahmt. Nach der Rückgabe wurde der Bau für die Landestaubstummenanstalt (heute Bayerische Landesschule für Gehörlose) umgebaut und dabei im Baubestand stark vereinfacht. Die Landestaubstummenanstalt nutzte Neufriedenheim von 1952 bis 2011, seitdem stand es leer. Ende 2021 wurde das Gebäude abgerissen für den Neubau von Bildungseinrichtungen des Campus Westpark. 

## Baugeschichte
Von 1891 wurden der Kern der dreiflügeligen Anlage mit Mittel- und Seitenpavillons sowie eine abgesetzte Villa in einem großzügigen Gartengrundstück weitab außerhalb der Stadt durch den Architekten Max Deissböck errichtet und schon im Folgejahr erweitert. Bis 1899 wurden durch den Architekten Johann Hieronymus weitere Trakte und Nebengebäude angebaut, darunter eine Villa für den Anstaltsleiter. 1911 folgten zwei Wandelhallen und ein Pförtnerhaus.

## Betrieb und Geschichte
Die Nervenheilanstalt wurde 1891 von dem praktischen Arzt Karl Kraus und dem Psychiater Hugo Heinzelmann gegründet. 1892 wurde der Oberarzt der Kreisirrenanstalt in Giesing, Ernst Rehm, als ärztlicher Leiter eingestellt. Kraus und Heinzelmann hatten sich mit dem Projekt finanziell übernommen, zudem erkrankte Heinzelmann schwer. 1893 kaufte Ernst Rehm die Kuranstalt und führte sie bis Anfang 1942 als ärztlicher Direktor. 
Die Nervenheilanstalt konnte in ihrer Blütezeit bis zu 90 Patienten beider Geschlechter in offenen und geschlossenen Abteilungen aufnehmen und richtete sich vorwiegend an Patienten der gehobenen und höchsten Bevölkerungsschichten. Ende 1941 verkaufte Rehm gegen heftigsten Widerstand seiner vier Töchter die Klinik an die Nationalsozialistische Volkswohlfahrt (NSV). Seine dritte Tochter Hilda Baumüller und ihr Ehemann Leonhard Baumüller, beide schon lange als Fachärzte für Nervenkrankheiten in Neufriedenheim angestellt, hätten die Klinik gerne weitergeführt. Nachdem Ende Januar 1942 die letzten Patienten die Klinik verlassen hatten, übernahm die NSV das Objekt. Da das Gebäude im September 1942 durch einen Bombenangriff stark beschädigt wurde, konnte die NSV ihre Pläne zur Einrichtung eines Seminars für Kindergärtnerinnen und Volkspflegerinnen nicht umsetzen.
Das Office of Military Government for Germany beschlagnahmte die Anlage und nutzte sie bis 1952. Die US-Militärregierung nahm dazu weitere Baumaßnahmen vor. 1952 zog die Landestaubstummenanstalt aus ihrem stark beschädigten Gebäude an der Goethestraße in Neufriedenheim ein und löste eine Generalsanierung bis 1957 durch das Landesbauamt aus.
Ende der 1920er Jahre wurde nördlich des Kurparks die gemeinnützige Siedlung Friedenheim errichtet, die auch Neufriedenheim genannt wird. Mitte der 1930er-Jahre entstand westlich des Kurparks die Kurparksiedlung. 1958 wurde der Südteil des Kurparks abgetrennt und dort das Erasmus-Grasser-Gymnasium und das Ludwigsgymnasium erbaut. 1965 wurde im Osten ein Teil abgetrennt, auf dem ein Neubau für das Studienseminar Albertinum errichtet wurde. Für den Bau der Bundesautobahn 96 musste Ende der 1960er Jahre die Villa auf dem Gelände abgerissen werden. Die Autobahn verläuft seitdem nördlich des ehemaligen Haupthauses. 1983 eröffnete östlich des Komplexes der großflächige Westpark, der einen durchgehenden Grüngürtel von Laim bis in die Innenstadt ermöglichte.
Wegen der schweren Kriegsschäden und des stark vereinfachten Wiederaufbaus wurde das Gebäude aus der Denkmalliste gestrichen. 

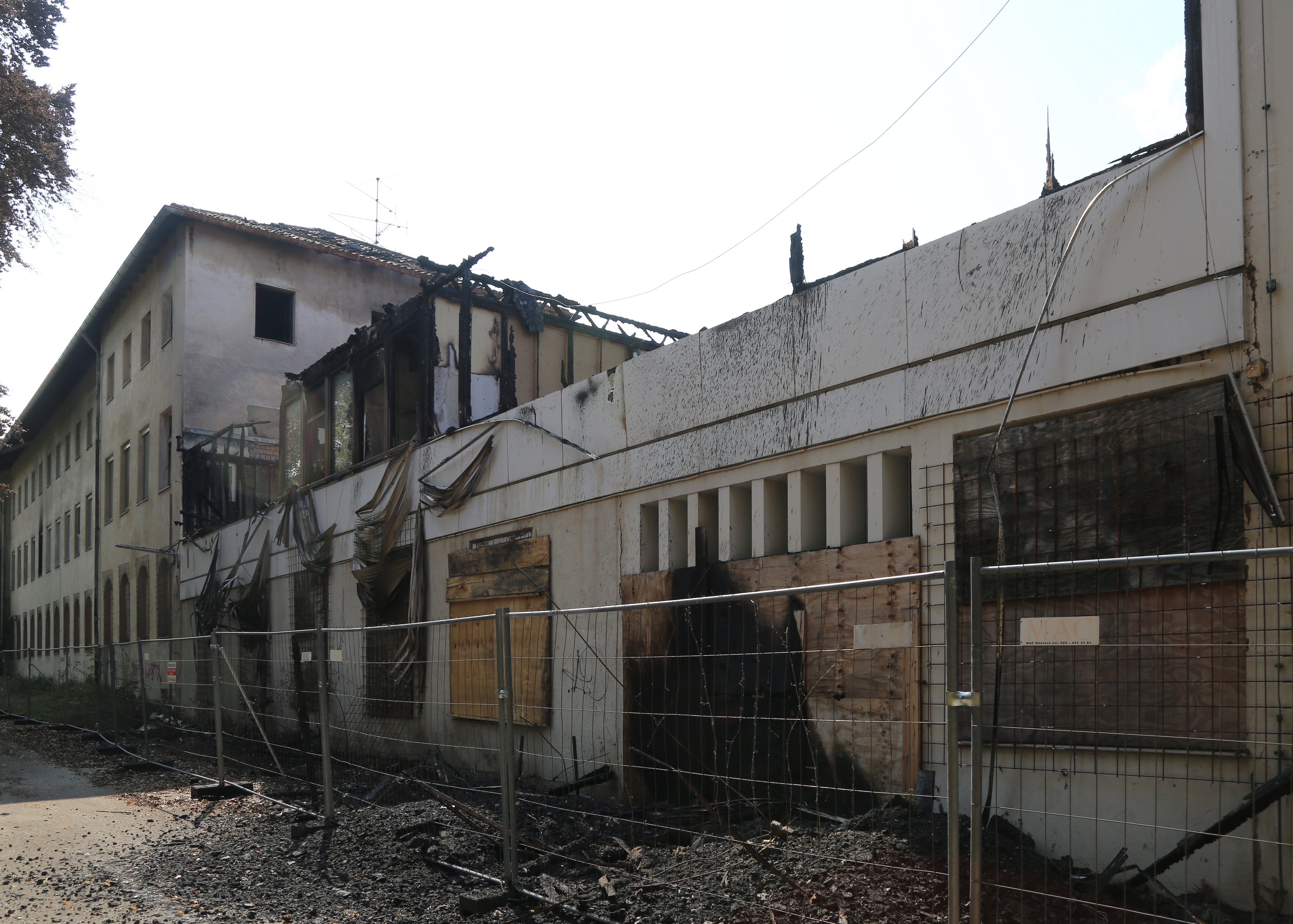
Brandschäden vom 3. August 2020 am Anbau und einem Teil des Dachstuhls

Seit der Aufgabe der Bauten durch die Landesschule für Gehörlose zum Jahreswechsel 2011/12 stand das Gebäude leer. Am 3. August 2020 wurde es bei einem Feuer beschädigt und Ende 2021 abgerissen.
Der Freistaat Bayern plant eine erneute Nutzung des Grundstücks für Bildungszwecke unter dem vorläufigen Projektnamen Bildungscampus Westpark. Seit Januar 2014 existiert ein Förderverein dazu. Stadt und Freistaat einigten sich 2018 auf einen Grundstückstausch, durch den die Fläche in die Hand der Stadt kam. Sie plant Erweiterungen der beiden Gymnasien für zukünftig rund 1000 weitere Schüler, eine Sporthalle, eine neue Realschule und einen Neubau für das Sonderpädagogische Förderzentrum München Mitte-3, das derzeit auf zwei Grundstücke in der Nähe verteilt ist.

## Ärzte
Neben dem Gründer Karl Kraus (* 1854) arbeitete Karl Ranke (1861–1951) in der Aufbauphase in der Kuranstalt. Ranke verließ Neufriedenheim 1892 und gründete mit der Kuranstalt Obersendling eine eigene Klinik. Von 1893 bis 1895 arbeitete Leonhard Seif, von 1901 bis 1935 Otto Kaiser (1866–1960) als zweiter Arzt unter Ernst Rehm in Neufriedenheim. Die Nervenärztin Hilda Baumüller (1892–1979), Rehms dritte Tochter, und ihr Ehemann Leonhard Baumüller (1891–1963), ebenfalls Nervenarzt, wurden 1921 eingestellt. Leonhard Baumüller war zuletzt Rehms Stellvertreter. Rehms jüngster Bruder Otto Rehm (1876–1941) arbeitete von 1935 bis zu seinem Tod Anfang 1941 in Neufriedenheim.

## Patienten
Einer der prominentesten Patienten war Herzog Siegfried in Bayern (1876–1952) der nach einem Sturz als Jockey bei einem Pferderennen im Jahr 1899 bleibende Hirnschäden davontrug. Er lebte von 1912 bis zur Auflösung der Anstalt Anfang 1942 in Neufriedenheim.
1904 wurde der Nervenarzt und Schriftsteller Oskar Panizza für zehn Tage in Neufriedenheim als Patient aufgenommen, verließ die Einrichtung aber vorzeitig nach einem Streit mit der Leitung.
Weitere bekannte Patienten waren u. a. die Schriftstellerin Marieluise Fleißer, der Nationalökonom und Politiker Edgar Jaffé, die Schauspielerin Tilly Wedekind und der Kameramann und Regisseur Willy Zielke.
Der psychisch kranke jüdische Kaufmann Moritz Bendit (1863–1940) lebte von 1898 bis 1940 in Neufriedenheim. Im September 1940 wurde er im Rahmen der „Euthanasie“ auf Anordnung aus dem Bayerischen Innenministerium in die Heil- und Pflegeanstalt Eglfing-Haar verlegt und von dort ins Schloss Hartheim deportiert, wo er durch Giftgas ermordet wurde.